# Alan Solem
George Alan Solem, född 21 juni 1931, död 26 mars 1990, var en amerikansk malakolog, det vill säga en biolog som studerar blötdjur.
Solem var en av de mest ansedda experterna på landlevande snäckor under sin tid och hade förtjänat ett rykte för sina omfattande revideringar av huvudsakligen landlevande lungsnäckor. Han arbetade med landsnäckor från alla regioner i världen, men blev särskilt känd för sina revideringar av taxa från Australasien och Stillahavsöarna.
Han namngav ett stort antal taxa.

## Taxa beskrivna av Alan Solem
- Aslintesta, 1992
- Caperantrum, 1997
- Carinotrachia, 1985
- Cooperconcha, 1992
- Cristilabrum, 1981
- Falspleuroxia, 1997
- Kendrickia, 1985
- Melostrachia, 1979
- Mesodontrachia, 1985
- Micromelon, 1992
- Minimelon, 1993
- Montanomelon, 1993
- Mouldingia, 1984
- Ningbingia, 1981
- Ordtrachia, 1984
- Promonturconchum, 1997
- Prototrachia, 1984
- Prymnbriareus, 1981
- Pseudcupedora, 1992
- Retroterra, 1985
- Strepsitaurus, 1997
- Tatemelon, 1993
- Turgenitubulus, 1981